# Druyes-les-Belles-Fontaines
Druyes-les-Belles-Fontaines és un municipi francès, situat al departament del Yonne i a la regió de Borgonya - Franc Comtat. L'any 2007 tenia 296 habitants.

## Demografia

### Població
El 2007 la població de fet de Druyes-les-Belles-Fontaines era de 296 persones. Hi havia 132 famílies, de les quals 46 eren unipersonals (23 homes vivint sols i 23 dones vivint soles), 43 parelles sense fills, 35 parelles amb fills i 8 famílies monoparentals amb fills.
La població ha evolucionat segons el següent gràfic:
Habitants censats

### Habitatges
El 2007 hi havia 233 habitatges, 137 eren l'habitatge principal de la família, 77 eren segones residències i 19 estaven desocupats. 222 eren cases i 6 eren apartaments. Dels 137 habitatges principals, 113 estaven ocupats pels seus propietaris, 14 estaven llogats i ocupats pels llogaters i 10 estaven cedits a títol gratuït; 7 tenien una cambra, 5 en tenien dues, 19 en tenien tres, 41 en tenien quatre i 66 en tenien cinc o més. 94 habitatges disposaven pel capbaix d'una plaça de pàrquing. A 71 habitatges hi havia un automòbil i a 49 n'hi havia dos o més.

### Piràmide de població
La piràmide de població per edats i sexe el 2009 era:
| Homes | Edats   | Dones |
| ----- | ------- | ----- |
| 0     | 95 o +  | 0     |
| 0     | 90 a 94 | 0     |
| 4     | 85 a 89 | 4     |
| 4     | 80 a 84 | 4     |
| 8     | 75 a 79 | 12    |
| 20    | 70 a 74 | 8     |
| 12    | 65 a 69 | 20    |
| 0     | 60 a 64 | 0     |
| 20    | 55 a 59 | 8     |
| 12    | 50 a 54 | 12    |
| 8     | 45 a 49 | 4     |
| 4     | 40 a 44 | 0     |
| 8     | 35 a 39 | 4     |
| 8     | 30 a 34 | 16    |
| 16    | 25 a 29 | 8     |
| 0     | 20 a 24 | 0     |
| 0     | 15 a 19 | 0     |
| 12    | 10 a 14 | 4     |
| 4     | 5 a 9   | 4     |
| 4     | 0 a 4   | 8     |

## Economia
El 2007 la població en edat de treballar era de 169 persones, 111 eren actives i 58 eren inactives. De les 111 persones actives 106 estaven ocupades (65 homes i 41 dones) i 6 estaven aturades (2 homes i 4 dones). De les 58 persones inactives 27 estaven jubilades, 9 estaven estudiant i 22 estaven classificades com a «altres inactius».

### Ingressos
El 2009 a Druyes-les-Belles-Fontaines hi havia 140 unitats fiscals que integraven 296 persones, la mediana anual d'ingressos fiscals per persona era de 16.772 €.

### Activitats econòmiques
Dels 25 establiments que hi havia el 2007, 2 eren d'empreses alimentàries, 2 d'empreses de fabricació d'altres productes industrials, 2 d'empreses de construcció, 3 d'empreses de comerç i reparació d'automòbils, 2 d'empreses d'hostatgeria i restauració, 4 d'empreses d'informació i comunicació, 7 d'empreses de serveis, 2 d'entitats de l'administració pública i 1 d'una empresa classificada com a «altres activitats de serveis».
Dels 3 establiments de servei als particulars que hi havia el 2009, 1 era un taller de reparació d'automòbils i de material agrícola, 1 fusteria i 1 empresa de construcció.
Dels 3 establiments comercials que hi havia el 2009, 1 era una botiga de més de 120 m² i 2 carnisseries.
L'any 2000 a Druyes-les-Belles-Fontaines hi havia 15 explotacions agrícoles que ocupaven un total de 1.536 hectàrees.

## Equipaments sanitaris i escolars
El 2009 hi havia una escola elemental integrada dins d'un grup escolar amb les comunes properes formant una escola dispersa.

## Poblacions més properes
El següent diagrama mostra les poblacions més properes.